# Selsundsfjall
Selsundsfjall är ett berg i republiken Island. Det ligger i regionen Suðurland, 100 km öster om huvudstaden Reykjavík. Toppen på selsundsfjall är 453 meter över havet.
Trakten runt Selsundsfjall är nära nog obefolkad, med mindre än två invånare per kvadratkilometer. Det finns inga samhällen i närheten. Trakten runt Selsundsfjall består i huvudsak av gräsmarker.